# Хедивова опера

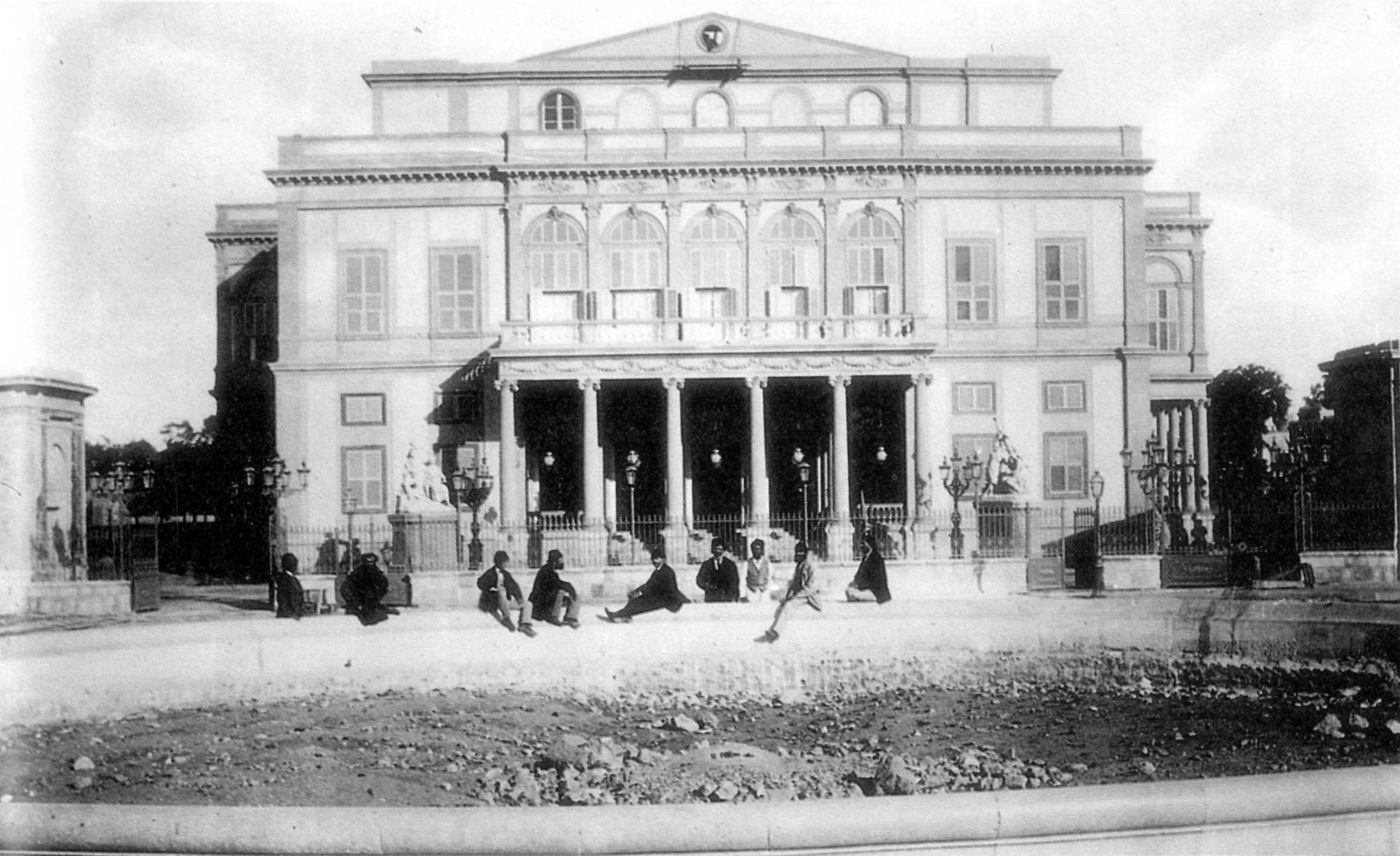
Хедивова опера, 1869

Хедивова опера або Королівська опера (араб. دار أوبرا الخديوي; англ. Khedivial Opera House, Royal Opera House) — перша опера у столиці Єгипту місті Каїрі. Її було урочисто відкрито 1 листопада 1869 року, а 28 жовтня 1971 року вона була зруйнована вщент внаслідок пожежі.
Хедивова опера була не лише першою оперою в Каїрі та Єгипті, а й на всьому африканському континенті та на Близькому Сході. Наступницею традицій Королівської опери стала Каїрська опера. 

## З історії опери
Будівля оперного театру була збудована 1869 року за наказом хедива Ісмаїла-паші для відзначення відкриття Суецького каналу італійськими архітекторами П'єтро Авоскані (Pietro Avoscani, з Ліворно) та Россі (Rossi). 
Приміщення театру вміщувало приблизно 850 осіб й було зроблено переважно з дерева. Опера містилась на Оперній площі — у площині між каїрськими районами Езбекія та Ісмаїлія.
Для відкриття театру 1 листопада 1869 року було обрано оперу Джузеппе Верді Ріголетто. Однак ще хедив Ісмаїл був задумав набагато грандіозніше дійство для цього нового оперного театру. Після місяців відтермінування, спричиненого Французько-прусською війною (1870—71 рр.), прем'єра нового творіння великого Верді Аїда (опера була створена на замовлення хедива на єгипетську тематику), відбулася саме у Хедивовій опері. Це сталося 24 грудня 1871 року.
Королівська опера продовжувала своє існування і за британців, і вже у незалежному Єгипті. З помпою біло відсвятковано її століття (1969). 
Однак рано-вранці 28 жовтня 1971 року будинок опери зайнявся вогнем і згорів на попіл. Від дерев'яної споруди не лишилось нічого, лише вціліли дві статуї роботи Мохаммада Хассана (Mohammed Hassan). 
Після цього лиха Каїр лишався без будинку опери близько 2 десятиліть, а вистави нерідко відбувались просто неба, в т.ч. і біля пірамід у Гізі. 
Нарешті 1988 року було урочисто відкрито Каїрський Національний культурний центр, основною складовою якого є Каїрська опера, зведена у співпраці з японським урядом.
Дивіться основну статтю: Каїрська опера.
Місцина, де містилась «стара» опера, була забудована, конкретно ж там, де стояла Хедивова опера, побудували багаторівневий паркінг. Однак і по десятиліттях, що минули, за районом Хедивової опери (площею) залишилася назва Площа Опери (Midan El Opera).